# Justyna Pochanke
Justyna Pochanke (ur. 25 stycznia 1972 w Warszawie) – polska dziennikarka i prezenterka telewizyjna, w latach 1995-2001 związana z Radiem Zet, a w latach 2001–2020 z Grupą TVN.

## Życiorys
Jest absolwentką II Liceum Ogólnokształcącego im. Stefana Batorego w Warszawie (matura 1990). Studiowała dziennikarstwo na Uniwersytecie Warszawskim, gdzie uzyskała absolutorium, ale nie zrobiła magisterium. Przez rok studiowała na Sorbonie na Wydziale Kultury i Cywilizacji Francji.
W telewizji debiutowała jako dziecko, prowadząc w TVP1 program 5-10-15. Przez sześć lat, do 2001, pracowała w Radiu Zet jako prezenterka i wydawca porannych wiadomości oraz prowadząca audycję Nie do zobaczenia. Ze stacji odeszła po konflikcie z jej władzami.
W 2001 rozpoczęła pracę w TVN24, powstającym kanale Grupy ITI, dla którego prowadziła serwisy informacyjne oraz popołudniowe (od 2001 do 2008) i wieczorne wydania magazynu 24 godziny. Od września 2003 była jedną z prowadzących Faktów wieczornych, a od września 2004 prowadziła główne wydanie Faktów. Od maja 2008 była również gospodynią programu Fakty po Faktach. W czerwcu 2020 zakończyła współpracę z Grupą TVN. 
Pisała felietony do tygodnika „Ozon”, współpracowała z miesięcznikiem „Sukces”.

## Nagrody i wyróżnienia
W 2005 otrzymała tytuł Dziennikarza Roku przyznawany przez miesięcznik „Press”. Jest laureatką sześciu Wiktorów: za rok 2002 w kategoriach osobowość telewizyjna oraz największe odkrycie telewizyjne 2002, za rok 2004 w kategorii najlepszy prezenter lub spiker TV, za rok 2005 w kategorii najlepszy prezenter lub spiker TV, za rok 2007 w kategorii najlepszy prezenter TV oraz za rok 2011 w kategorii komentator lub publicysta. W latach 2008 i 2009 zdobyła nagrodę Telekamery w kategorii informacje.

## Życie prywatne
Dwukrotnie zamężna. Pierwszym mężem był stomatolog Wojciech Ryncarz, z którym ma córkę, Zuzannę (ur. 1996). Od 2004 żona Adama Pieczyńskiego, byłego dyrektora programowego TVN24.